# Alisha
Alisha est un prénom féminin, porté surtout aux États-Unis depuis la seconde moitié du XXe siècle.

## Personnalités
Pour les articles sur les personnes portant ce prénom, consulter les listes générées automatiquement pour Alisha